# Снежков, Григорий Алексеевич
Григорий Алексеевич Снежков (1810—1879 гг.) — землевладелец, предводитель дворянства Усманского уезда Тамбовской губернии. Почётный мировой судья.

## Биография
Родился в дворянской семье Снежковых в Черниговской губернии.
Службу чиновника начал канцеляристом в Глуховском поветовом земском суде, в 1828 году определён в канцелярию Курского гражданского губернатора.
1830 поступил в Департамент Духовных Дел Иностранных исповеданий.
За отличное усердие, оказанное при распоряжении о сохранении дел Государственного Совета во время пожара бывшего в Зимнем Дворце с 17 на 18 декабря 1837 г., ему объявлено Монаршее Его Величества Благоволение.
В 1847 определён членом-корреспондентом Государственного Коннозаводства, затем являлся членом Тамбовского Комитета о губернском коннозаводстве.
В 1857 по выбору дворянства избран в Усманские уездные предводители. По званию члена Комитета о губернском коннозаводстве произведен в Статским Советники со старшинством с 1860.
В 1860 вторично избран предводителем дворянства.
В 1861 награждён орденом Св. Станислава 2-й степени.

## Имения
Родовое имение в Черниговской губернии, Глуховского уезда, 75 десятин земли.
Приобретенные имения в Тамбовской губернии в Усманском уезде 1270 десятин земли и в Саратовской губернии в Балашовском уезде 6500 дес.. С..Ново-Петровское (Снежково), с. Нижняя Матренка в Усманском уезде, сельцо Хреново-Плясов д. Ивановка в Воронежском уезде, слободка Красавка Балашовского уезда.

## Семья
Жена: Марья Григорьевна Снежкова (1824-†до 1891), урождённая Лаптевич. Внучка Тамбовского и Тульского губернатора, тайного советника Николая Симоновича Лаптева. Владелица с. Новоникольского и с. Фоминовка в Козловском уезде Тамбовской губернии.
В мае 1863 г. Г. А. Снежков просил о внесении детей в Дворянскую Родословную книгу Тамбовской губернии.

### Сыновья
Николай (1851—1892). Выпускник Московского Университета на физико-математического факультета. Чиновник Царицинского уездного полицейского управления Саратовской губернии. Почетный мировой судья, уездный гласный тамбовской земской управы (1892), почетный мировой судья 2 и 4-го участков Козловского уезда, в 1891—1892 земский начальник 2-го участка, в 1895 владелец паровой мельницы (с. Сопеево), имения в с. Ново-Никольское, с. Устье. Жена Л. Г. Чайковская.
Александр (1852 — ?). Поручик конной артиллерии. Гласный уездного и губернского Собрания в г. Усмани (1883—1892). Владелец д. Дмитриевка, д. Щигровка, с. Ново-Петровское (Снежково) Усманского уезда. В Тамбовской губернии слыл передовым аграрием.
Григорий (1855 −1941). Выпускник Николаевского кавалерийского училища. Гвардии штабс-ротмистр. Участник русско-турецкой войны 1877—1878 гг. Действительный статский советник Двора Его Величества, камергер, помощник начальника Главных уделов, член от Императорского двора в общем и особом присутствиях Совета по делам местного хозяйствования. Участник чайной экспедиции в Китай, Индию и Японию в 1895 году для изучения чайного дела и выяснения возможности его производства в России в Чаквинском имении. В Вооружённых силах Юга России. Эвакуирован в 1919—1920 из Новороссийска в Константинополь на корабле «Константин». В Болгарии с 1921 г. Член Управления Совета Союза русских ветеранов Освободительной войны 1877-78 год. Кандидат объединения л.-гв. Гусарского полка.
Награждён орденами Св. Владимира III ст., Св. Анны IV, III ст. с мечами и бантом, I ст. Св. Станислава, румынского Железного креста. Владелец в Усманском уезде водяной мельницей, 1048 десятин земли (с. Богородицкое). Жена Ольга Платоновна Снежкова (1877—1945).
Алексей (1856 -?). Губернский секретарь. Гласный уездного Собрания (1883—1889, 1892—1895).
Сергей (1857-?). Судьба неизвестна.
Владимир (1861—1917). Губернский секретарь. Владел слободой Красавка Балашовского уезда Саратовской губернии. Служил земским начальником 11-го участка Балашовского уезда Саратовской губернии, затем комиссаром по крестьянским делам Радожской губернии и уезда (1895—1917). Местожительство — сл. Самойловка Самойловской волости.

### Дочери
Анна (1853—1944). В браке — Кугушева.. Муж М. В. Кугушев. Землевладелица 601 десятин земли в Усманском уезде (хутор Александровский, сельцо Замарай (Боровские выселки) при реке Плавице).
Аполлинария (1859—1927). В браке —Никифорова. Муж А. Д. Никифоров (1851-?). Потомственный дворянин, предводитель дворянства в г. Козлове (1900), председатель уездного съезда, губернский секретарь (1894—1905), коллежский регистратор.
Екатерина (?-?). В браке Прибыткова. Владела с. Средняя Байгора, с. Петровское Усманского уезда.